# جون إي. توماس
جون إي. توماس (بالإنجليزية: John E. Thomas)‏ هو سياسي أمريكي، ولد في 27 نوفمبر 1829. انتخب عضو جمعية ولاية ويسكونسن.